# 希伯特鲎属
希伯特鲎属（学名：Hibbertopterus），也称希氏鲎属，是希氏鲎科的一属。

## 下属物种
本属包括以下物种：
- Hibbertopterus lamsdelli Braddy et al., 2022[2]